# كارلوس خافيير نيتو
كارلوس خافيير نيتو (بالإسبانية: Carlos Netto)‏ هو لاعب كرة قدم أرجنتيني، ولد في 24 يوليو 1970 في لانوس في الأرجنتين. لعب مع ريفر بليت ونادي إيميلك.

## وصلات خارجية
- كارلوس خافيير نيتو على موقع قاعدة بيانات كرة القدم.إي يو (الإنجليزية)
- كارلوس خافيير نيتو على موقع ناشيونال فوتبول تيمز (الإنجليزية)